# Гідроекологія
Гідроекологія — наука, що вивчає водні екосистеми, їхні структури і закономірності функціонування, зумовлені взаємодією гідробіонтів як між собою, так і з навколишнім водним середовищем (В. Д. Романенко, 2001). Тісно пов'язана з гідрологією, гідрохімією, гідробіологією, зоологією. У гідроекології сформувалися свої інтегральні підходи до вивчення водних екосистем як складних екосистем надорганізмового рівня.
Інколи спеціалісти, які займаються гідроекологічними проблемами, розглядають гідроекологію як вчення про взаємозв'язки між гідрологічними, гідрохімічними і гідробіологічними процесами у водах, які містяться у різних компонентах навколишнього середовища та впливають на життєдіяльність організмів і мають склад і властивості, сформовані під дією природних і антропогенних факторів (В. К. Хільчевський, В. І. Пелешенко, М. Д. Гродзинський, 1995).
У зв'язку з інтенсивним використанням водних ресурсів у 90-і роки XX ст. з'явилося поняття водогосподарської екології — напрям у науці, який комплексно і всесторонньо вивчає водогосподарський та екологічний стан водних і навколоводних екосистем, об'єднує результати досліджень різних галузей знань з дослідженнями кількісних і якісних методів впливу господарської діяльності на використання водних ресурсів і їх стан (А. В. Яцик).
Як самостійну навчальну дисципліну гідроекологію включено до програми підготовки фахівців біологічного, екологічного, географічного (гідрологів) та сільськогосподарського профілю.

## Методи досліджень
Основні методи сучасних гідроекологічних досліджень: польові спостереження, експерименти на природних і штучно створених водних екосистемах, математичне моделювання; широко використовують також радіоекологічні та екотоксикологічні методи. Важливим напрямом гідроекології є вивчення впливу господарської діяльності людини на стан водних екосистем, якість води і біотичну продуктивність з метою розробки заходів з охорони вод.

## Проблематика досліджень
Для України особливо актуальними є дослідження впливу гідротехнічного будівництва на великих і малих річках, територіального перерозподілу водного стоку по системі каналів, створення та експлуатації водойм-охолоджувачів теплових і атомних електростанцій, масштабної осушувальної меліорації на водно-болотних угіддях, токсичного та радіонуклідного забруднення водних об'єктів.

## Установи
Провідна науково-дослідна установа в області гідроекології в Україні — Інститут гідробіології НАН України (м. Київ), виконуються також дослідження в Київському національному університеті імені Тараса Шевченка (кафедра екології, кафедра гідрології та гідроеклогії), Одеському державному екологічному університеті (кафедра гідроекології та водних досліджень), Українському н.-д. інституті екологічних проблем (м. Харків), Українському н.-д. інституті водогосподарсько-екологічних проблем (м. Київ) та ін.